# Зырянка (муниципальный округ Горноуральский)
Зыря́нка — деревня в Пригородном районе Свердловской области России. Входит в муниципальный округ Горноуральский, управляется Южаковской территориальной администрацией.
Ранее входила в состав Мурзинского сельсовета Пригородного района.
Деревня названа в честь живших здесь коми-зырян.

## Географическое положение
Зырянка расположена в 68 километрах на восток-юго-восток от Нижнего Тагила (в 87 километрах по автодорогам), на левом берегу реки Ямбарки. В одном километре выше по течению Ямбарки находится плотина небольшого пруда и Южаковский водопад, а ниже по течению реки — соседняя деревня Сизикова.

## Население
| 2002 | 2010 | 2021 |
| ---- | ---- | ---- |
| 23   | ↗25  | ↘15  |